# Polybahn
| |                                                    |                              |                              |
| |                                                    |                              |                              |
| Fahrplanfeld: | 2700 (früher: 1700)                                |                              |                              |
| Streckenlänge: | 0,176 km                                           |                              |                              |
| Spurweite: | 1000 mm (Meterspur)                                |                              |                              |
| Maximale Neigung: | 260 ‰                                              |                              |                              |
| Zahnstangensystem: | bis 1996: Bremszahnstange System Abt, zweilamellig |                              |                              |
| Streckengeschwindigkeit: | 2,5 m/s = 9 km/h                                   |                              |                              |
| |                                                    |                              |                              |
| Central–Polyterrasse |                                                    |                              |                              |
| \| \| \| Zürich Central (Polybahn) \| 409 m ü. M. \| \| \| \| Seilergraben / Auf der Mauer \| \| \| \| \| Abtsche Weiche (ab 1996) \| \| \| \| \| \| \| \| \| \| Zürich Polyterrasse \| 446 m ü. M. \| |                                                    |                              |                              |
| Kopfbahnhof Streckenanfang |                                                    | Zürich Central (Polybahn)    | 409 m ü. M.                  |
| Brücke |                                                    | Seilergraben / Auf der Mauer | Seilergraben / Auf der Mauer |
| |                                                    | Abtsche Weiche (ab 1996)     |                              |
| Strecke |                                                    |                              |                              |
| Kopfbahnhof Streckenende |                                                    | Zürich Polyterrasse          | 446 m ü. M.                  |

Die Polybahn, auch Polybähnli oder Studenten-Express genannt, ist eine meterspurige Standseilbahn in der Schweizer Stadt Zürich. Sie verbindet das Central mit der Polyterrasse vor dem Hauptgebäude der ETH Zürich. Der Name Polybahn leitet sich von der bis 1911 benutzten alten Bezeichnung Eidgenössische polytechnische Schule der ETH ab. Die Bahn ist im Besitz der UBS-Polybahn AG, einer Tochtergesellschaft der Bank UBS, wird durch die Verkehrsbetriebe Zürich (VBZ) betrieben und gehört zum Zürcher Verkehrsverbund (ZVV). Sie ist mit 1,7 Mio. Fahrgästen pro Jahr die Standseilbahn mit den zweitmeisten Fahrgästen im öffentlichen Verkehr in der Schweiz.

## Geschichte

### Zürichberg-Bahn

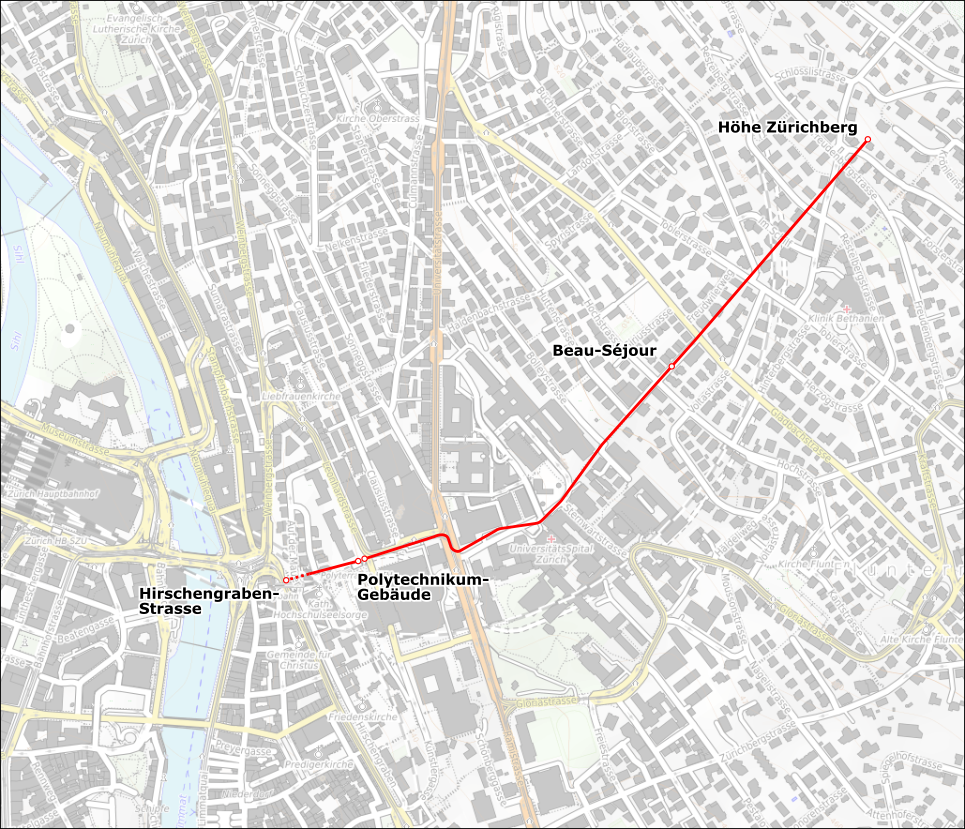
Projekt einer Zürichberg-Bahn von 1886

Nach dem Erfolg der 1875 eröffneten Uetlibergbahn wollten der Ingenieur H. A. Ruge und der Kaufmann E. Stauder den Zürichberg ebenfalls mit einer Bahn erschliessen. Die Bahn sollte in zwei Sektionen vom Central (damals noch Leonhardplatz) am Polytechnikum und am Kantonsspital vorbei bis auf den Zürichberg führen.

#### Erste Sektion
Die untere Sektion hätte am nördlichen Rand des Centrals begonnen, hätte die Strasse Auf der Mauer mit einem 40 m langen Tunnel unterquert und die heutige Bergstation der Polybahn erreicht. Es war von Beginn an eine Wasserballastbahn vorgesehen.

#### Zweite Sektion

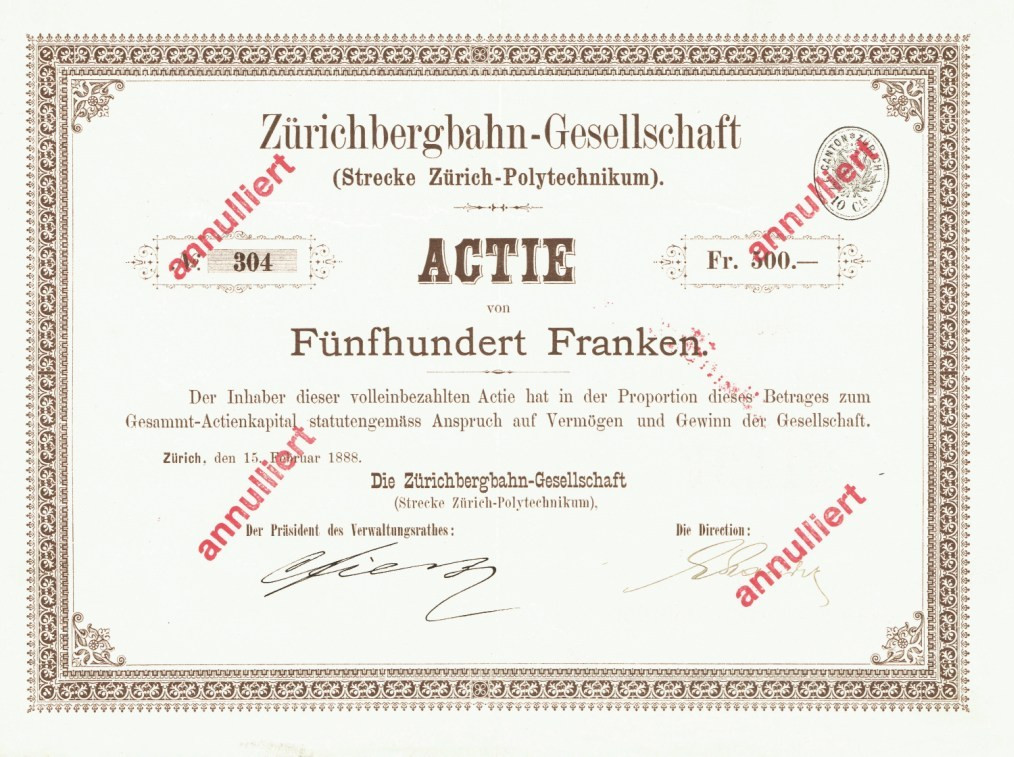
Aktie über 500 Franken der Zürichbergbahn-Gesellschaft vom 15. Februar 1888

Die zweite Sektion hätte von der Bergstation der unteren Sektion durch die Tannenstrasse zur Universitätstrasse geführt. Diese wäre mit einer S-Kurve überquert worden, sodass die Bahn der Schmelzbergstrasse und deren Verlängerung bis zu einer Bergstation⊙ unterhalb des ehemaligen Restaurants Schlössli gereicht hätte. Eine Zwischenstation Beau-Séjour⊙ wäre oberhalb der Hochstrasse eingerichtet worden.
Im Jahre 1886 wurde die Zürichbergbahn (ZB) gegründet und die Konzession für die Bergbahn erteilt. Nachdem die Stadt das ursprüngliche Projekt für die erste Sektion abgelehnt hatte, konnte sich die Gesellschaft mit der Stadt auf eine oberirdische Linienführung mit Brücke über den Seilergraben einigen. Aus dieser Sektion entstand die heutige Polybahn. Die zweite Sektion wurde nicht mehr gebaut, da die Elektrotechnik so weit fortgeschritten war, dass man sich zur Erschliessung des Zürichbergs für eine elektrische Strassenbahn entschied – die Konzession zum Bau der Centralen Zürichberg-Bahn wurde 1893 erteilt.
Die zweite Sektion sollte als Kabelstrassenbahn ähnlich der San Francisco Cable Cars ausgeführt werden. Der Antrieb des endlos umlaufenden Seils wäre durch eine Dampfmaschine sichergestellt worden. Die Bahn wäre trotzdem nur eingleisig mit einer Ausweiche unterhalb der Haltestelle Beau-Séjour ausgeführt worden. In den starken Steigungen am Schmelzberg und am Mittelberg wären Zahnstangen für die Bremse eingebaut worden. Der Betrieb sollte mit sechs Personenwagen für je 40 Personen und bis zu drei Güterwagen erfolgen. Alternativ zog man auch eine Zahnradbahn in Erwägung.

### Polybahn

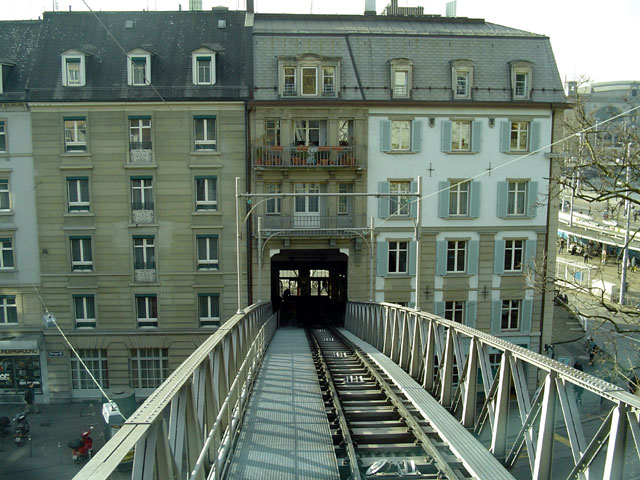
Talstation, mit Brücke

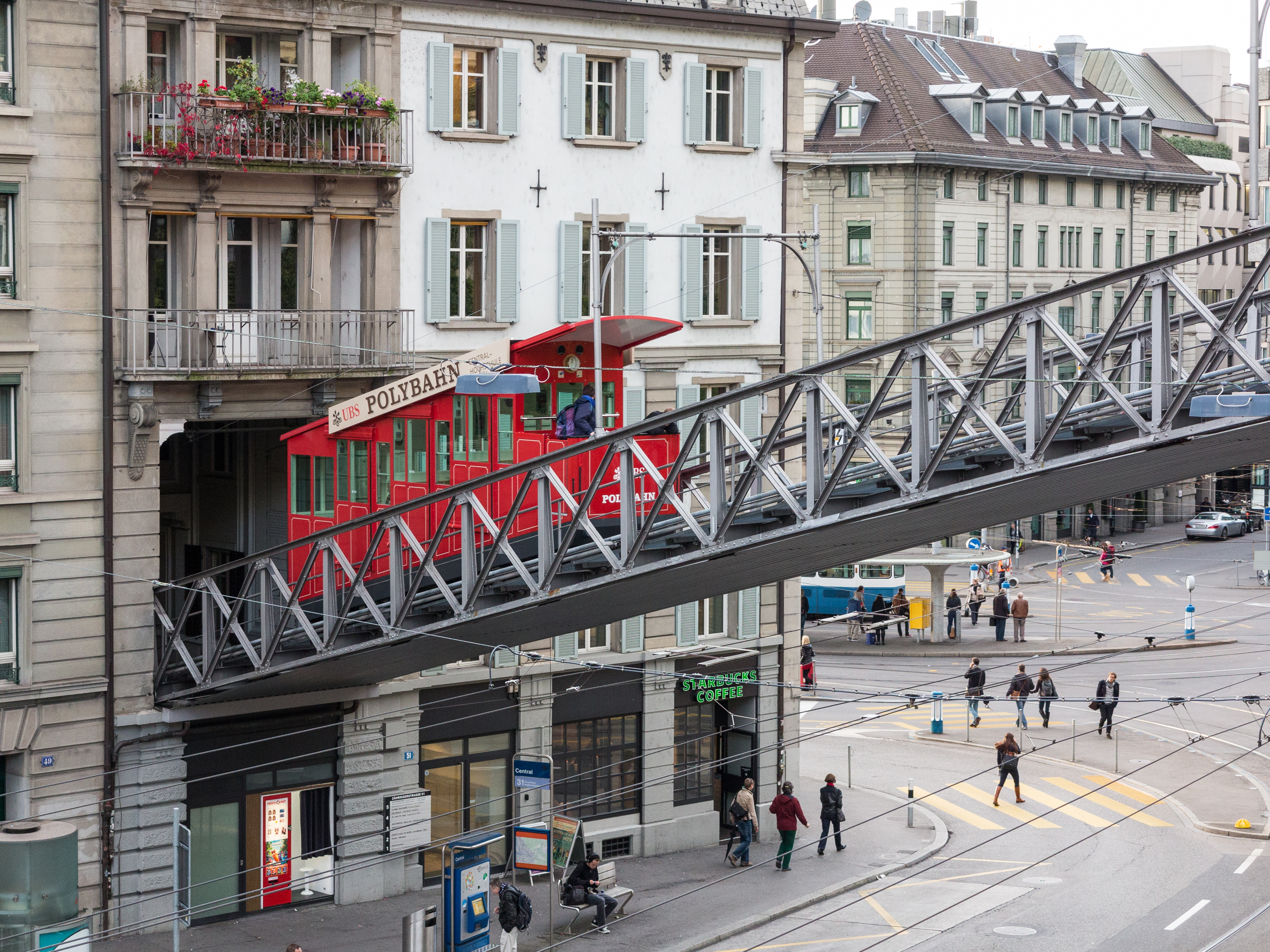
Seitenansicht der Brücke an der Talstation

Der Bau der ersten Sektion der Zürichbergbahn begann 1888, sodass im September desselben Jahres die Probefahrten beginnen konnten. Die Eröffnung der Bahn verzögerte sich aber drei Monate, weil Anpassungen an der Seilführung und an der Bremse notwendig waren. Der Betrieb konnte erst am 8. Januar 1889 aufgenommen werden.
Die Wasserballastbahn benutzte eine Gleisanlage mit drei Fahrschienen, wobei die mittlere Schiene bis zur Ausweiche von beiden Wagen benutzt wurde. Die Spurweite betrug 955 mm. Die Betriebsbremse der Wagen wirkte auf ein Zahnrad, das in einer zweilamelligen Zahnstange nach System Abt lief.
Schon acht Jahre später, im Jahr 1897, wurde die Bahn auf elektrischen Antrieb umgestellt. 1950 rutschte die Zürichbergbahn das erste Mal in die roten Zahlen. Nach ein paar Jahren mit hohem Betriebsdefizit beschloss die Zürichbergbahn-Gesellschaft Anfang der 1970er-Jahre, die Konzession nicht mehr zu erneuern. Der 1972 gegründete Verein Pro Polybahn versuchte, die Bahn zu erhalten.
1976 rettete die Schweizerische Bankgesellschaft (SBG) die Bahn in letzter Minute und gründete die SBG-Polybahn AG. Die Bahn wurde in kurzer Zeit saniert, und die Verkehrsbetriebe Zürich (VBZ) verpflichteten sich als betriebsführende Unternehmung. 1990 wurde die Polybahn Mitglied des Zürcher Verkehrsverbunds.
Inzwischen war das Problem der Finanzierung nicht gelöst, zumal die alte Bahn den neuen Sicherheitsstandards nicht mehr genügte. Nach 107 Jahren wurde die Bahn totalsaniert und auf vollautomatischen Betrieb umgestellt. Die Gleisanlage wurde von drei auf zwei Schienen umgebaut und erhielt dadurch eine Abtsche Weiche als Ausweiche. Die Spurweite wurde von 955 mm auf 1000 mm geändert. Das Notbremssystem wurde von Zahnstange auf Klemmbremse umgebaut, sodass die Zahnstangen entfallen konnten. Die ursprünglichen, roten Fahrzeuge aus Holz wurden trotz dem Widerstand der Denkmalpflege durch neue ersetzt. Am 21. Oktober 1996 wurde die Anlage unter dem Namen UBS Polybahn wieder eröffnet.

## Technische Daten
| Takt                | 2,5 min                                         |
| Betriebsarten       | Automat/Liftbetrieb                             |
| Antrieb             | Drehstrom-Asynchronmotor mit Frequenzumrichter  |
| Spurweite           | 1000 mm                                         |
| Radsatz             | Asymmetrisch mit Doppelflanschrad und Walzenrad |
| Länge               | 176 m                                           |
| Höhendifferenz      | 41 m                                            |
| Mittlere Steigung   | 23 %                                            |
| Weiche              | Abtsche Weiche                                  |
| Kapazität           | 50 Personen pro Wagen                           |
| Fahrgeschwindigkeit | Vmax. 2,5 m/s (= 9 km/h)                        |
| Fahrzeit            | 100 s                                           |
| Förderleistung      | 1200 Personen/h pro Richtung                    |

## Trivia
Eine kurze, aber wichtige Szene des französischen Spielfilms Der Maulwurf wurde 1981 in der Talstation gedreht: Sébastien Grenier (dargestellt von Lino Ventura) erschiesst in einem Wagen der Polybahn seinen vermeintlichen Gegenspieler Jean-Paul Chance (dargestellt von Michel Piccoli).